# TBT-Filter
Ein TBT-Filter ist ein Frequenzfilter, dessen Eigenschaften zwischen denen eines Butterworth-Filters und eines Thomson-Filters liegen. Das Butterworth- und das Thomson-Filter (auch Bessel-Filter genannt) kann man als die beiden Grenzwerte eines TBT-Filters auffassen. Die Sprungantwort eines Netzwerkes (z. B. Filter) wird durch die Lage der Polstellen seiner Übertragungsfunktion in der komplexen Frequenzebene bestimmt. Wählt man für die Polstellen des Netzwerks Positionen zwischen denen eines Butterworth- und eines Thomson-Filters, dann erreicht man eine Sprungantwort zwischen der von Butterworth und Thomson. In der Praxis wählt man aus einem Katalog die gewünschte Sprungantwort, entscheidet sich für eine bestimmte Schaltungsstruktur und liest die dazugehörigen normierten Werte für die Bauteile (Spulen und Kondensatoren) ab.